# Alchornea triplinervia
O tanheiro (nome científico: Alchornea triplinervia) é uma árvore da família das euforbiáceas, usada para fins de medicina popular.
Fornecedora de uma madeira leve, é indicada para fabrico de caixões, tabuados em geral e na construção civil. É também usada como combustível. Não é usada em obras externas, devido à sua baixa durabilidade.

## Descrição
De folhagem perene ou semi-persistente, é uma árvore que chega a atingir cerca de 15 a 30 metros de altura.
As folhas têm coloração verde-escura, são simples, alternadas, coriáceas, e com um longo pecíolo. Têm forma elíptica ou arredondada e medem entre 4 a 12 cm de comprimento por 3 a 8 cm de largura. Apresentam uma estípula, e são palminérveas, com três nervuras a partir da base do limbo, das quais partem 4 a 8 nervuras secundárias bem vincadas (impressas na página superior e salientes e pilosas na página inferior). Apresentam duas a quatro glândulas translúcidas na base. A margem é dentada, com um ápice agudo. O tronco é tortuoso, podendo atingir 1 metro de diâmetro. A sua casca é composta por duas camadas, sendo a exterior de cor acinzentada a cinza-rosada, e áspera com fissuras de pequena dimensão, enquanto que a camada interna é fibrosa e de cor castanha-rosada.
As flores, de pequena dimensão, agrupam-se em rácimos axilares solitares ou emparelhados, que atingem os 20 cm de comprimento. Os frutos, de cor verde-escura, têm a forma de cápsulas arredondadas e carnosas que atingem cerca de 1 cm de comprimento. Possuem duas sementes castanhas de 3 a 6 mm de comprimento.
Sendo uma planta nativa do hemisfério sul, floresce em Outubro e Novembro e frutifica de Dezembro a Março.

## Distribuição
Ocorre no Panamá em Trinidad, e na América do Sul tropical.
No Brasil, ocorre nos estados do Amazonas, Goiás, Minas Gerais, Bahia e Espírito Santo até ao Rio Grande do Sul.

## Outros nomes comuns

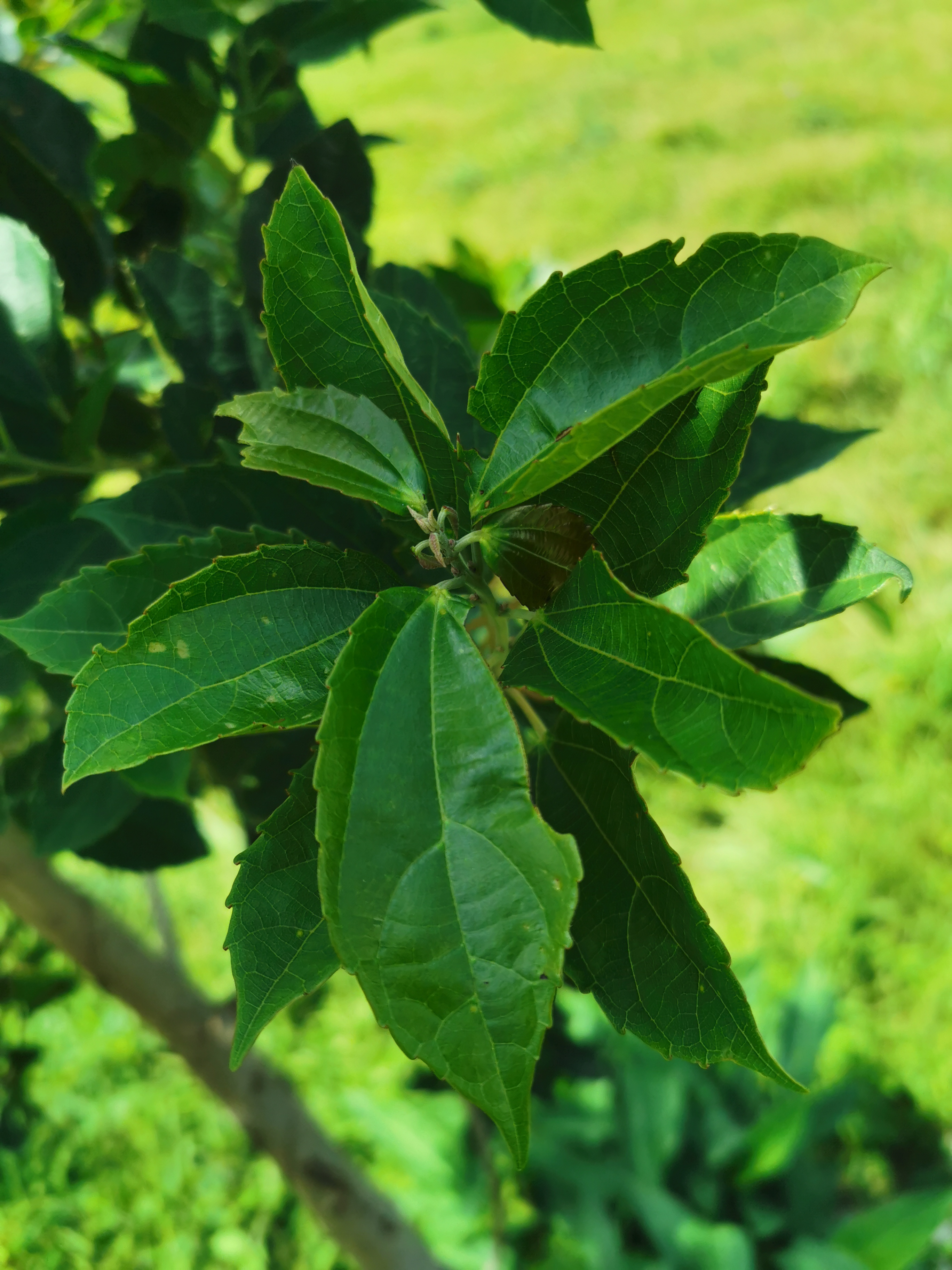
Folhas do tanheiro.

- Folhas do tanheiro.tanheiro
- capuva
- copuva
- tapiá